# 馬雄
马雄（？—1678年），陝西平涼府固原州（今宁夏回族自治区固原）人，回民，清朝軍事人物。
广西提督马蛟麟养子。顺治八年（1651年）袭一等轻车都尉世职。顺治九年（1652年）任定南王孔有德旗下左翼总兵。顺治十年（1653年），因随征湖南、广西军功，加都督同知。顺治十一年（1654年），授二等男爵，镇守广西，永历帝朱由榔令李定国袭扰南宁。顺治十二年（1655年），在藤县击破李定国部将李先芳、廖鳳，俘获永历政权知府江炎。顺治十三年（1656年），靖南王耿继茂兵至南宁，马雄擒阳春伯李先芳，斩参将杜纪，俘获无数，因功加右都督。顺治十五年（1658年），攻克横州。顺治十六年（1659年），授云骑尉世袭。顺治十七年（1660年），广州巡按御史张问政弹劾马雄庇商抗课，降二级。顺治十八年（1661年），授广西提督，築清真寺，經營伊斯蘭教墳山，又延聘经师李秉旭、馬明龍、馬承益、皇甫經、舍起靈等至柳州讲学，時稱“马大老爷”。康熙十二年（1673年），爆發三藩之亂，當時马雄驻柳州，投靠吳三桂，广东十府失其四，康熙帝大为惋惜。康熙十四年（1675年），马雄及王弘勋攻高州，与战不利，退驻肇庆。康熙十五年（1676年），康熙帝多人遣使前去招降，均未果。康熙十七年（1678年）正月，病死雒容，葬于柳州清真寺。康熙十八年（1679年）五月，其子马承荫率部投清，不久復叛。